# Carolina (Alabama)
Carolina é uma cidade  localizada no estado americano do Alabama, no Condado de Covington.

## Demografia
Segundo o censo americano de 2000, a sua população era de 248 habitantes.
Em 2006, foi estimada uma população de 255, um aumento de 7 (2.8%).

## Geografia
De acordo com o United States Census Bureau, a localidade tem uma área de 2,9 km², sem área coberta por água.

## Localidades na vizinhança
O diagrama seguinte representa as localidades num raio de 24 km ao redor de Carolina.